# Sundbybergsbanan

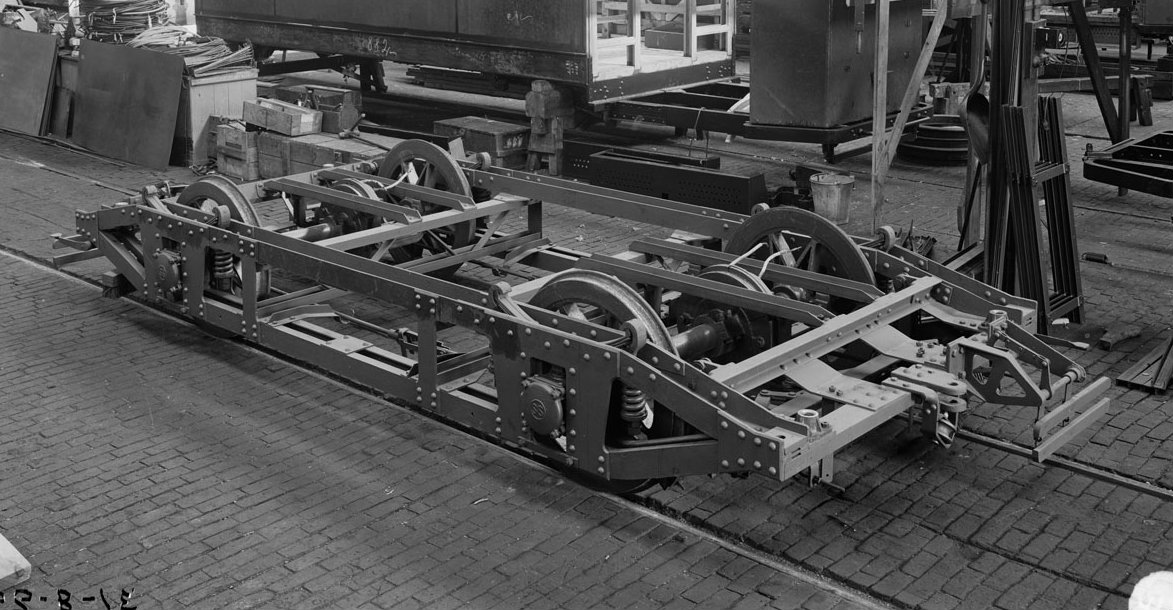
Spårvagnstruck till släpvagn. Fotot är taget på Råsunda verkstäder i Sundbyberg.

Sundbybergsbanan, som i början kallades Råsundabanan, var en av flera nu nedlagda förortsbanor i Stockholmsområdet.
Spårvagnslinjen gick åren 1910 - 1959 mellan Norra Bantorget i Stockholm, via Solna, till Sundbyberg. Sträckan söder om Norrtull/Haga fanns som hästspårväg sedan 1886, och från 1908 gick den till Hagalund i Solna. Linjen gick längs gator eller egen banvall på marken, via Odenplan, Norrtull, Uppsalavägen, Hagalund och Råsundavägen. I Råsunda fanns en verkstad och serviceanläggning. Linjen vände 1910-1925 vid korsningen Råsundavägen-Tulegatan. Efter långa diskussioner om linjedragning blev den öppnad 1925 till Esplanaden mellan Sturegatan och Järnvägsgatan i centrala Sundbyberg. Från 1922 kallades linjen 15.
Redan 1907 framfördes förslag från Djursholm att linjen, tillsammans med en linje som man tänkte sig från Haga Norra till Djursholm, se Långängsbanan, skulle föras som tunnelbanan under Sveavägen ner till Kungsgatan i centrala Stockholm. När tunnelbanan under Sveavägen byggdes ut i början på 50-talet förbereddes en avgrening mot Sundbyberg från Odenplan.  
1959 lades spårvägslinjen ner och en busslinje ersatte tills vidare, vilket dock gav snabbare restid. SL:s busslinje 515 följer idag i hög grad spårvagnens sträckning. 1975 invigdes den blå tunnelbanelinjens sträckning via Solna centrum och 1985 blev tunnelbanesträckningen via centrala Sundbyberg klar (även den Blå linjen), båda grenarna med en västligare sträckning via Fridhemsplan. Mellan Solna station (dåvarande hållplats Järnvägen) och Sundbyberg Esplanaden (nu hållplats Bällsta bro) kan man sedan 2014 åter åka spårvagn (Tvärbanan), men i annan sträckning. För närvarande, 2020, pågår projektering och förberedande arbeten av en tunnelbaneavgrening från Odenplan mot Hagalund och Arenastaden.
| Unknown BSicon "uexKHSTa" |

| Unknown BSicon "uexHST" |

| Unknown BSicon "uexHST" |

| Unknown BSicon "uexHST" |

| Unknown BSicon "uexHST" |

| Unknown BSicon "uexHST" |

| Unknown BSicon "uexHST" |

| Unknown BSicon "uexHST" |

| Unknown BSicon "uexHST" |

| Unknown BSicon "uexHST" |

| Unknown BSicon "uexHST" |

| Unknown BSicon "uexHST" |

| Unknown BSicon "uexHST" |

| Unknown BSicon "uexHST" |

| Unknown BSicon "uexHST" |

| Unknown BSicon "uexHST" |

| Unknown BSicon "uexHST" |

| Unknown BSicon "uexHST" |

| Unknown BSicon "uexHST" |

| Unknown BSicon "uexHST" |

| Unknown BSicon "uexHST" |

| Unknown BSicon "uexHST" |

| Unknown BSicon "uexKHSTe" |

| Unknown BSicon "uexKHSTa" |

| Unknown BSicon "uexHST" |

| Unknown BSicon "uexHST" |

| Unknown BSicon "uexHST" |

| Unknown BSicon "uexHST" |

| Unknown BSicon "uexHST" |

| Unknown BSicon "uexHST" |

| Unknown BSicon "uexHST" |

| Unknown BSicon "uexHST" |

| Unknown BSicon "uexHST" |

| Unknown BSicon "uexHST" |

| Unknown BSicon "uexHST" |

| Unknown BSicon "uexHST" |

| Unknown BSicon "uexHST" |

| Unknown BSicon "uexHST" |

| Unknown BSicon "uexHST" |

| Unknown BSicon "uexHST" |

| Unknown BSicon "uexHST" |

| Unknown BSicon "uexHST" |

| Unknown BSicon "uexHST" |

| Unknown BSicon "uexHST" |

| Unknown BSicon "uexHST" |

| Unknown BSicon "uexKHSTe" |